# Зехов, Валентин Владимирович
Валентин Владимирович Зехов (род. 29 апреля 2001, Москва) — российский футболист, полузащитник.

## Биография
Начинал заниматься футболом в школе клуба «Химки», откуда затем перешёл в академию московского «Динамо». С 2018 года выступал за «Динамо» в молодёжном первенстве. Во время зимнего перерыва в сезоне 2019/20 проходил стажировку в структуре дортмундской «Боруссии», где произвёл хорошее впечатление на руководство и тренеров клуба.
В феврале 2020 года Зехов подписал контракт со словенским клубом «Целе». Дебютировал в чемпионате Словении 1 марта в матче против «Домжале», в котором появился на замену на 87-й минуте вместо Домантаса Антанавичюса. 1 октября того же года был отдан в аренду в клуб второй лиги «Триглав», где сыграл один матч. Весной 2021 года играл на правах аренды за клуб второй лиги Словении «Шмартно 1928».
Летом 2021 года перешёл в клуб чемпионата Латвии «Спартак» (Юрмала).
В январе 2023 года футболист перешёл в греческий клуб второго дивизиона «Ханья», а спустя полгода — в клуб той же лиги «Панахаики».

## Достижения
«Целе»
- Чемпион Словении: 2019/20